# Alba Star
Alba Star S.A. ist eine spanische Charterfluggesellschaft für Fracht- und Passagierdienste mit Sitz in Palma.

## Geschichte
Alba Star wurde am 30. November 2009 gegründet. Die Federführung der Gesellschaft übernahm Michael Harrington, der zuvor bei der spanischen LTE als CEO arbeitete. Das Personal war hauptsächlich zuvor bei der italienischen MyAir oder LTE beschäftigt gewesen. Die größten Geldgeber der Fluggesellschaft sind die Italy Aviation Service Group, die Kenobi Group und Femar. Am 30. Juli 2010 erhielt das Unternehmen die Flugbetriebserlaubnis und konnte so am Folgetag, dem 31. Juli 2010, den Flugbetrieb mit zwei Boeing 737-400 in der Passagierversion aufnehmen, welche beide am Flughafen Mailand-Malpensa stationiert wurden. Im Januar 2011 folgte eine Boeing 737-400 als Frachtversion, welche jedoch in Catania stationiert wurde.

## Flugziele
Alba Star fliegt im Passagiercharter für Reiseveranstalter unter anderem ab verschiedenen italienischen Städten auf die Balearen und die Kanarischen Inseln.
Im Frühjahr 2013 flog Alba Star für REWE Touristik von Kassel und Erfurt-Weimar mit Zubringerflügen aus Rostock zum Flughafen Palma de Mallorca. Mit Stand Herbst 2021 flog Alba Star auch München an.

## Flotte

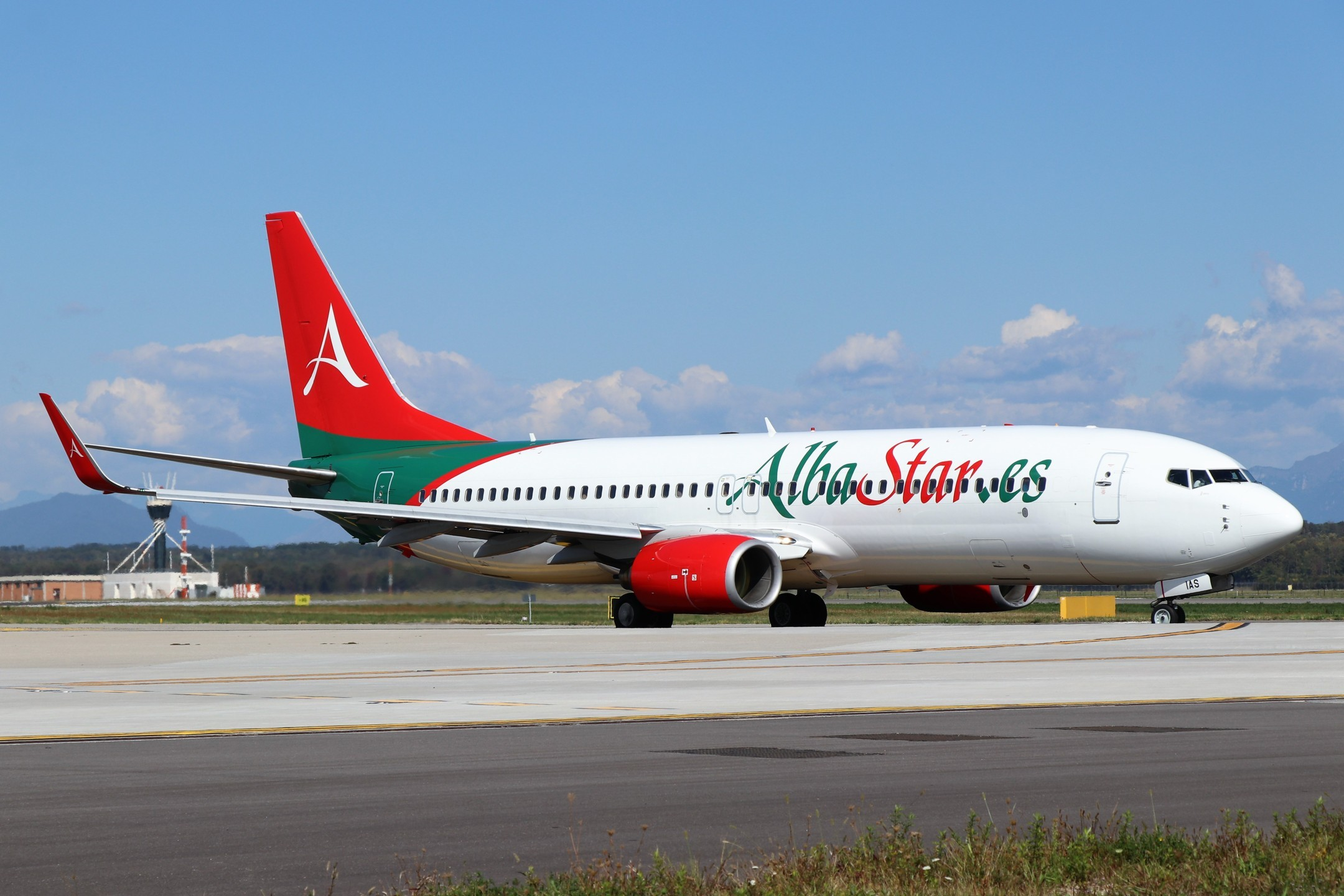
Boeing 737-800 der Alba Star

Mit Stand April 2025 besteht die Flotte der Alba Star aus fünf Flugzeugen mit einem Durchschnittsalter von 23,7 Jahren:
| Flugzeugtyp    | Anzahl | bestellt | Anmerkungen               | Sitzplätze | Durchschnittsalter |
| -------------- | ------ | -------- | ------------------------- | ---------- | ------------------ |
| Boeing 737-800 | 5      |          | mit Winglets ausgestattet | 189        | 23,7 Jahre         |
| Gesamt         | 5      | -        |                           |            | 23,7 Jahre         |

### Aktuelle Sonderbemalungen
| Flugzeugtyp    | Luftfahrzeugkennzeichen | Bemalung         | Zeitraum          | Bild |
| -------------- | ----------------------- | ---------------- | ----------------- | --- |
| Boeing 737-800 | EC-NAB                  | „Turismo Social“ | seit Februar 2024 | Bild gesucht Die Wikipedia wünscht sich an dieser Stelle ein Bild. Falls du dabei helfen möchtest, erklärt die Anleitung , wie das geht. |

## Ehemalige Flugzeugtypen
- Airbus A320-200 (Über den Sommer 2016 über wurde ein Airbus A320-200 von SmartLynx geleast.[9])
- Boeing 737-400